# Hisako Kawamura
Pour les articles homonymes, voir Kawamura.
Hisako Kawamura, née le 10 juin 1981 à Nishinomiya, est une pianiste classique japonaise.

## Biographie
Hisako Kawamura naît en 1981 à Nishinomiya au Japon ; cependant,  sa famille déménage à Düsseldorf en Allemagne, alors qu'elle est âgée de cinq ans, et elle commence à étudier le piano avec Kyoko Sawano. En 1998, elle intègre la Hochschule für Musik, Theater und Medien Hannover, où elle étudie avec Malgorzata Bator-Schreiber et Vladimir Kraïnev,. Elle remporte de nombreux prix aux concours internationaux de musique,,, notamment en 2006 et 2007.

## Prix et distinctions (liste sélective)
- 2006 : 2e prix de piano au Concours international de musique de l'ARD[1]
- 2007
  - 1er prix au Concours international de piano Clara Haskil[4],[1],[5]
  - lauréate du Concours musical international Reine Élisabeth de Belgique[6],[1]